# Auguste e Louis Lumière
Auguste Marie Louis Nicholas Lumière (Besançon, 19 de outubro de 1862 – Lyon, 10 de abril de 1954) e Louis Jean Lumière (Besançon, 5 de outubro de 1864 – Bandol, 6 de junho de 1948), os irmãos Lumière, foram os inventores do cinematógrafo (cinématographe), sendo frequentemente referidos como os pais do cinema.

## O cinematógrafo
Louis e Auguste eram filhos e colaboradores do industrial Antoine Lumière, fotógrafo e fabricante de películas fotográficas, proprietário da Fábrica Lumière (Usine Lumière), instalada na cidade francesa de Lyon. Antoine reformou-se em 1892, deixando a fábrica entregue aos filhos.
O cinematógrafo era uma máquina de filmar e projetor de cinema, invento que lhes tem sido atribuído, mas que na verdade foi inventado por Léon Bouly no ano de 1892, o qual teria perdido o registro dessa patente, sendo então de novo registrado pelos irmãos Lumiere em 13 de fevereiro de 1895.
São considerados os inventores da Sétima Arte junto com Georges Méliès, também francês, sendo este visto como o pai do cinema de ficção. Louis e Auguste eram ambos engenheiros. Auguste ocupava-se da gerência da fábrica, fundada pelo pai. Dedicaram-se à atividade cinematográfica produzindo alguns documentários curtos, destinados à promoção do invento, embora acreditassem que o cinematógrafo fosse apenas um instrumento científico sem futuro comercial. Casaram-se com duas irmãs e moravam todos na mesma mansão.

## Divulgação do cinematógrafo
A primeira projecção pública de apresentação do invento, com a exibição do curta-metragem La Sortie de l'usine Lumière à Lyon, ocorreu a 28 de Dezembro de 1895 na primeira sala de cinema do mundo, o L'Eden Théâtre, que ainda existe, situado em La Ciotat, no sudeste da França. Contudo, a verdadeira divulgação do cinematógrafo, com boa publicidade e entradas pagas, teve lugar em Paris, no Grand Café, situado no Boulevard des Capucines. O programa incluía dez filmes. A sessão foi inaugurada com a projecção de La Sortie de l'usine Lumière à Lyon (A Saída da Fábrica Lumière em Lyon). Méliès esteve presente e interessou-se logo pela exploração do aparelho.
Os irmãos Lumière fizeram uma digressão com o cinematógrafo, em 1896, visitando Bombaim, Londres e Nova Iorque. As imagens em movimento tiveram uma forte influência na cultura popular da época: L'Arrivée d'un train en gare de la Ciotat (Chegada de um Comboio à Estação da Ciotat), filmes de actualidades, Le Déjeuner de Bébé (O Almoço do Bebé) e outros, incluindo alguns dos primeiros esboços cómicos, como L'Arroseur Arrosé (O "Regador" Regado).

## Outras invenções
Os irmãos Lumière desenvolveram também o primeiro processo de fotografia colorida, o autocromo (‘’autochrome’’), a placa fotográfica seca, em 1896, a fotografia em relevo (1920), o cinema em relevo (1935), a chamada ‘’Cruz de Malta’’, um sistema que permite que uma bobina de filme desfile por intermitência.

## Afinidades políticas
Louis assumiu claramente a sua ideologia política mostrando ser um admirador de Benito Mussolini, a quem enviou, a 22 de Março de 1935, uma fotografia sua com uma dedicatória em que referia «a expressão da minha mais profunda admiração».
Num catálogo do Grupo de Universitários Fascistas, invoca a França e a Itália exaltando a «amizade que une ambos os nossos países e que uma comunidade de origem não pode deixar de projectar no futuro».
No que toca ao estado das coisas no seu país, declara o seguinte, no Le Petit Comtois, a 15 de Novembro de 1940: «Seria um grave erro recusar o regime de colaboração de que falou o Marechal Pétain nas suas admiráveis mensagens. Auguste Lumière, o meu irmão, nas páginas em que exalta o prestígio incomparável, a coragem indomável, o ardor juvenil do Marechal Pétain e o seu sentido das realidades que devem salvar a pátria, escreveu: "Para que a era tão desejada de concórdia europeia sobrevenha, é evidentemente preciso que as condições impostas pelo vencedor não deixem nenhum fermento de hostilidade irredutível contra si. Mas ninguém poderá alcançar esse objectivo melhor que o nosso admirável Chefe de Estado, auxiliado por Pierre Laval, que tantas provas nos deu já da sua clarividência, da sua habilidade e da sua devoção aos verdadeiros interesses do país". Vejo as coisas da mesma maneira. Faço minha esta declaração, inteiramente».